# Голдиева райска птица
Голдиевата райска птица (Paradisaea decora) е вид птица от семейство Райски птици (Paradisaeidae). Видът е почти застрашен от изчезване.

## Разпространение и местообитание
Разпространен е в Папуа Нова Гвинея.